# 청중 응답 시스템

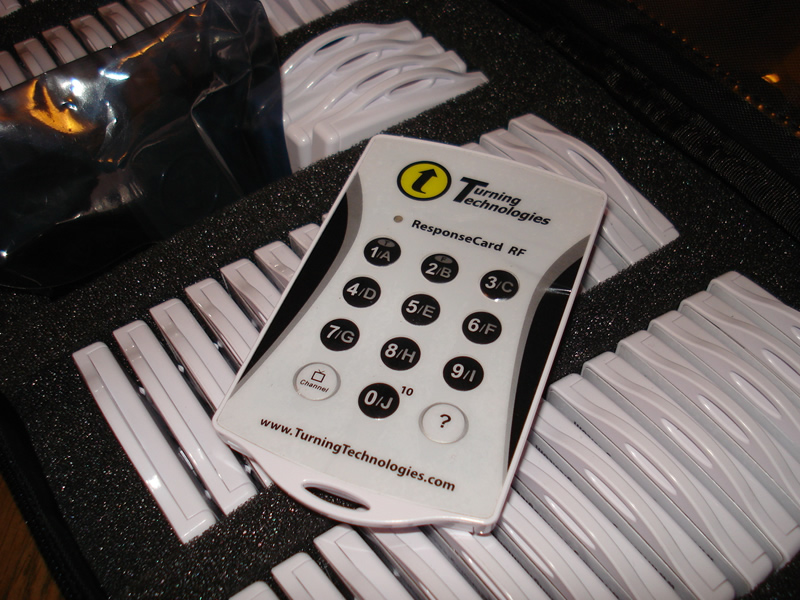
Turning Technologies - 청중 응답 시스템 / 청중 반응 시스템

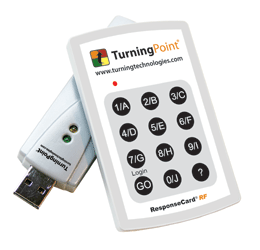
ResponseCard

청중 응답 시스템 / 청중 반응 시스템(Audience Response System, ARS) 혹은 청중 응답(반응) 프로그램(Audience Response Program) / 청중 응답(반응) 소프트웨어(Audience Response Software) / 청중 상호작용 시스템(Audience Interaction System)은 교수들이나 강연자가 강의나 강연을 하면서 시스템을 이용해서 청중들이 얼마나 이해를 하고 있는지 또는 어떤 생각을 하는지 쉽게 파악하는 시스템이다. 해외 대학교나 강연장에서는 많이 사용되고 있다.
예전 청중응답 시스템은 클릭커(Clicker)와 같이 특별히 제작된 기계/장치등을 통해서만 투표나 응답이 가능했기 때문에 꼭 이런 장치를 휴대 하여야만 하는 번거로움이 있었고, 사용상의 불편함뿐만이 아니라 경제적인 측면과 편의성에서도 많은 불편함이 있었다. 더욱이 그런 장치들의 가격이 저렴하지 않았기 때문에 분실시에 손해가 많아 사용을 꺼려하는 곳도 있었다. 하지만 요즘에는 스마트폰의 보급으로 쉽게 장소나 다른 장비의 구입없이 손쉽게 사용이 가능해서 많은 분야에서 응용되어 사용되고 있다.

## 스마트폰 / 무선 투표기
교수가 강의실에서 수업을 하거나 강연자가 강연장에서 강연중에는 과연 학생들이나 청중이 어느정도 자신의 강의/강연을 이해 하고 있는지 혹은 그들의 배경지식이 얼마나 되는지 파악하는게 중요하다. 하지만 아무 말도 없이 앉아있는 사람의 속마음을 알아내기란 쉽지 않다. 더군다나 남들 앞에 나서서 말하는 것을 많이 꺼려하는 사회 분위기상 청중 스스로 자발적으로 질문을 하거나 의견을 말하는 것을 기대하기는 힘들다. 이럴 때 청중응답 시스템이 사용된다.
교수나 강연자는 프레젠테이션 프로그램과 리모컨으로 쉽게 사용할 수 있으며 모바일일 경우 미리 만들어놓은 질문들을의 접속 코드를 알려주고 학생이나 청중들은 유선 인터넷 또는 Wifi나 3G등의 무선 인터넷을 통한 인터넷 접속이 가능한 스마트폰 혹은 타블렛이나 컴퓨터를 이용해 사이트에 접속한후 간단히 코드를 넣기만 하면 교수나 강연자는 만들어 놓은 질문에 접속해서 답을 할 수 있고 교수나 강연자는 실시간으로 학생들이나 청중이 답한 결과를 확인하는게 가능하다.
기타 장치나 프로그램/앱의 설치를 필요로 하지 않는 대표적인 청중 응답 시스템으로는 미국의 Turning Technologies (터닝테크놀러지스), 중국의 Sunvote가 있으며, 대한민국 내에는 Roiman(로이맨) Sunvote(선보트) SendQ(센드큐) Collabo! 심플로우 위라이브온이 서비스 중이다.

### 응용
실시간 온라인 강의가 많이지고 있는 상황에서 집에서 시청하고 있는 여러학생들의 이해도를 한눈에 알아보기란 쉽지 않다. 이런경우 청중 응답(Audience response) 프로그램을 이용할 경우 쉽게 학생들의 이해정도를 파악하는게 가능하다.

## 같이 보기
- 대화형 화이트보드
- 연설